# 佩索板塊

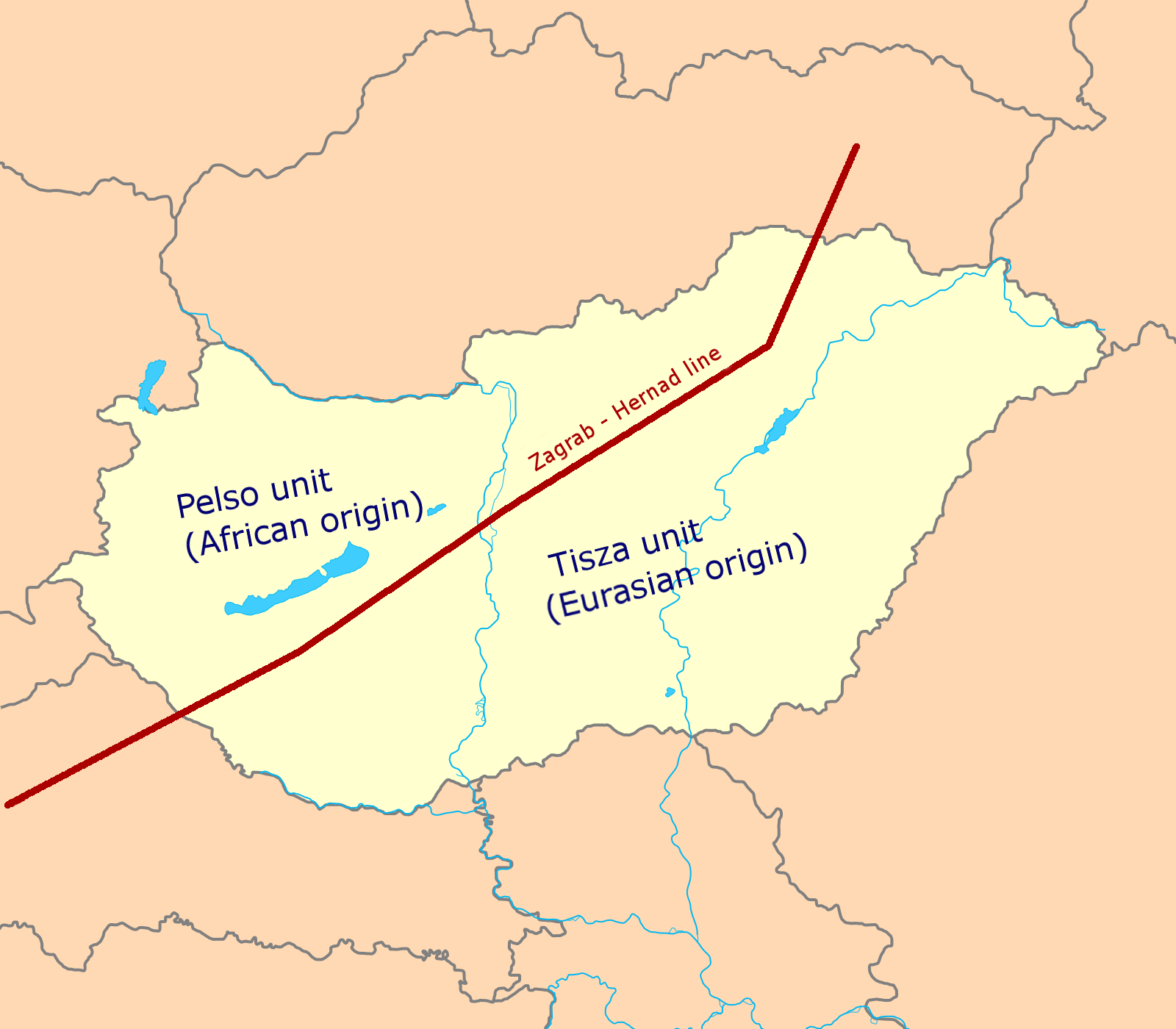
佩索板块和蒂萨板块，萨格勒布-霍尔纳德河线为古板块界

佩索板块是一个位于欧洲潘诺尼亚盆地的小型构造单元。喀尔巴阡山脉及环绕它们的山脉约形成于白垩纪至中新世，形成于欧洲大陆与达契亚板块、佩索板块和蒂萨板块的碰撞。萨格勒布-霍尔纳德河线是非洲来源的佩索板块和欧亚来源的蒂萨板块间的古界线。
佩索板块有时会被视作ALCAPA板块的南半部，并与西喀尔巴阡山脉内陆地区相比较。这一区域的典型特征是第纳尔-阿普利亚相三叠纪岩石，而部分文献中，整个Alcapa都属于亚德里亚板块。